# 汉口线路所
汉口线路所位于京广铁路K1194+240处，丹水池站与汉西站之间，与汉口火车站呈并列关系:武汉局线路图。由中国铁路武汉局集团管辖，不办理客货运业务，仅作列车跨线使用。

## 站场设施
线路有道岔8组，安全线2条，渡线1条，京广铁路正线贯穿线路所。连接新墩站的汉丹货线在此分出，引自汉口站的汉口汉西联络上行线及武孝京广外绕线在此汇入:95。线路左侧设有控制室。